# Feldmájer Péter
Feldmájer Péter (Nagykőrös, 1953. július 14. –) ügyvéd, 1991-től 1999-ig, majd 2005-től 2013-ig a Magyarországi Zsidó Hitközségek Szövetsége elnöke.

## Életpályája
Édesapja dr. Feldmájer György, édesanyja Goldstein Edit volt. Egyetemi tanulmányait a József Attila Tudományegyetem jogtudományi karán végezte 1972 és 1977 között, majd ügyvéd lett a Feldmájer és Somogyi Ügyvédi Irodában.
1982-ben a nagykőrösi zsidó hitközség elöljárója, 1989-ben a vezetőbizottság tagja lett. Innét 1991-ben távozott, amikor megválasztották a Magyarországi Zsidó Hitközségek Szövetsége (Mazsihisz) országos elnökévé. A tisztséget 1999-ig látta el, ekkor a Mazsihisz Közép-magyarországi Területi Csoportjának elnöke lett. 2003-ban a Mazsihisz alelnökévé, 2005-ben pedig ismét az elnökévé választották, amiből ötödik elnöki ciklusának közepén, 2013-ban rendkívüli közgyűlésen akarták lemondatni, ám végül már az azt két héttel megelőző rendes közgyűlésen visszahívták.
1990-1991 között a Magyar Zsidó Kulturális Egyesület (Mazsike) vezetőségi tagja volt, majd 2000-2006 között az elnöke. Ezen kívül 2000 és 2007 között a Bács-Kiskun Megyei Ügyvédi Kamara Oktatási Bizottságának elnöke volt, ahol a Bács-Kiskun Megyei Ügyvédi Kamara Oktatási Bizottsága által szervezett ügyvédjelölt-képzés keretében tanított.
1976-ban házasodott, felesége dr. Bottka Erzsébet bíró. Négy gyermeke van: Lea (1977), Benjámin (1980), Máté (1984) és Dán (1992).

## Díjai, elismerései
- A Magyar Köztársasági Érdemrend középkeresztje (2002)
- Lőw Immánuel Emlékplakett (2008)
- Gül Baba-díj (2013)
- Pro Urbe Nagykőrös (2021)
- Kecskemét Város Tiszteletbeli Polgára (2021)